# Hans-Ulrich Gack
Hans-Ulrich „Uli“ Gack (* 10. Januar 1957 in Stuttgart) ist ein deutscher Journalist.

## Leben und Arbeit
Nachdem Gack von 1984 bis 1987 erste journalistische Erfahrungen als Volontär und Redakteur bei der Bietigheimer Zeitung gemacht hatte, arbeitete er bis 1990 als freier Mitarbeiter beim SWF Mainz mit Zuständigkeit für die Landespolitik in Rheinland-Pfalz. 1990 wechselte er als freier Mitarbeiter zum ZDF, wo er im Landesstudio Rheinland-Pfalz tätig war. Von 1995 bis 2000 gehörte er der Redaktion des ZDF-Magazins Frontal an. Seit 2000 war er für das ZDF als Krisenberichterstatter unterwegs, so berichtete er unter anderem 13 Jahre aus Afghanistan.
Am 1. September 2015 wurde er als Nachfolger von Dietmar Ossenberg Leiter des ZDF-Studios Kairo mit Zuständigkeit für die Berichterstattung aus Nordafrika, von der arabischen Halbinsel, aus Jordanien, Syrien, Libanon und dem Irak. Das Schwerpunktthema ist der syrische Bürgerkrieg und die Konflikte im Jemen. Am 1. Januar 2022 kehrt er ins ZDF-Sendezentrum nach Mainz zurück und ist als Redakteur und Reporter in der Hauptredaktion Aktuelles tätig.
2017 erhielt er zusammen mit Frederik Pleitgen und Luc Walpot den renommierten Hanns-Joachim-Friedrichs-Preis für Fernsehjournalismus. Die Laudatio würdigte die herausragenden Fernsehberichte und Analysen unter schwierigsten Arbeitsbedingungen, „zurückhaltende und disziplinierte Bildschirmpräsenz“ ohne „dramaturgisch polierte Accessoires und Attitudes sich in Szene setzender Kriegsreporter“. Sie lobte die Distanz zu Kriegs- und Krisenparteien und die konsequente „Weigerung, sich mit vordergründigen und schnellen Wahrheiten zufrieden zu geben“ und als charakteristische Fähigkeit Gacks die „plastische Beschreibung schwieriger Situationen“.

## Dokumentationen
- 2010: Die Afghanistan Lüge; zusammen mit Mathis Feldhoff und Andreas Huppert; ZDF
- 2010: Der Krieg bleibt – Die schwierige Heimkehr vom Hindukusch; zusammen mit Mathis Feldhoff und Andreas Huppert; ZDF